# Chintamani

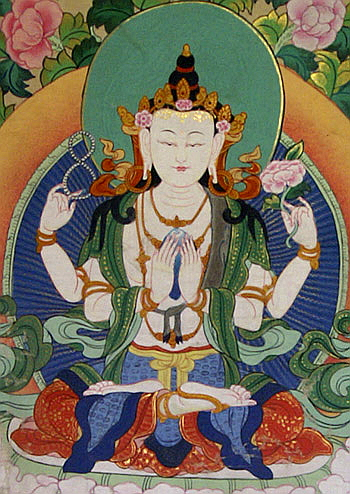
Avalokitesvara tenant un chintamani entre ses deux mains au centre.

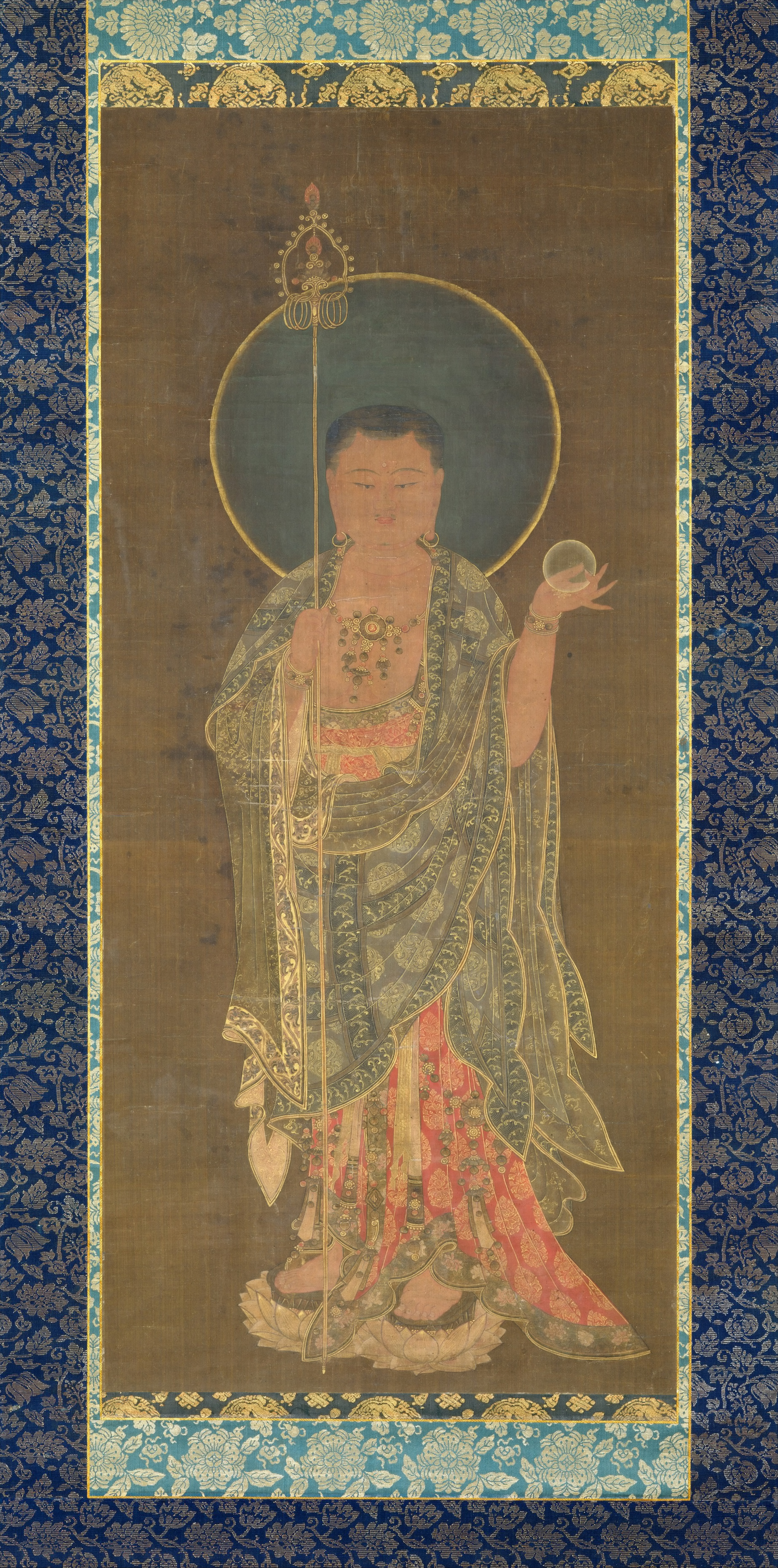
Ksitigarbha tenant un cintāmani. Koryŏ, XIVe siècle.

Le chintamani (devanagari : चिन्तामणि / Cintāmaṇi), qui vient du sanskrit चिन्ता / cintā (« mental ») et मणि / maṇi (« joyau »), est une pierre précieuse accomplissant les souhaits dans les traditions hindoue et bouddhiste. Dans l'hindouisme, il est lié aux dieux Vishnu et Ganesh. Il est aussi l’une des sept possessions d’un chakravartin, grand souverain. Dans le bouddhisme, il est tenu en main par des bodhisattvas, en particulier Avalokiteshvara et Kshitigarbha, ou par la déité Tara. Il peut être aussi porté sur le dos du Lung ta (cheval du vent), image inspirée de celle du cheval du chakravartin hindou. C’est aussi un symbole de l’enseignement du Bouddha.
Cintāmaṇi devient yid bzhin norbu ཡིད་བཞིན་ནོརྦུ en tibétan, ruyizhu 如意珠 ou ruyibaozhu 如意寶珠 en chinois, et nyoi-hōju ou nyoi-hōshu (如意宝珠) en japonais, yeouiju 여의주  en coréen.
La dharani bouddhique du cintāmani transforme les pensées négatives en sagesse. Elle permet de voir l’entourage d’Amitabha au moment de la mort.

## Aspect, origine et fonction
Le cintāmaṇi bouddhiste est lumineux et peut être environné d’une aura de flammes. Il a souvent une forme arrondie, mais apparaît aussi dans l’iconographie tibétaine comme un faisceau de huit éléments allongés (dont six seulement sont visibles) reliés par un ruban et reposant parfois sur un lotus. Les cintāmaṇi circulaires sont souvent groupés par trois lorsqu’ils sont utilisés en motif décoratif. On peut aussi trouver un cintāmani au sommet du chignon d’un bouddha,.
Le cintāmaṇi peut satisfaire toutes sortes de besoins matériels, guérir les maladies et purifier l’eau. Il peut être obtenu auprès des nagas, rois-dragons, makaras, ou à partir des reliques d’un bouddha.
L’histoire traditionnelle tibétaine prétend que le premier contact du pays avec le bouddhisme fut un événement surnaturel : un coffre, contenant des textes et des objets religieux dont un cintāmaṇi portant le mantra Om Mani Padme Hum, tomba sur le toit du palais du roi Lha Thothori Nyantsen.

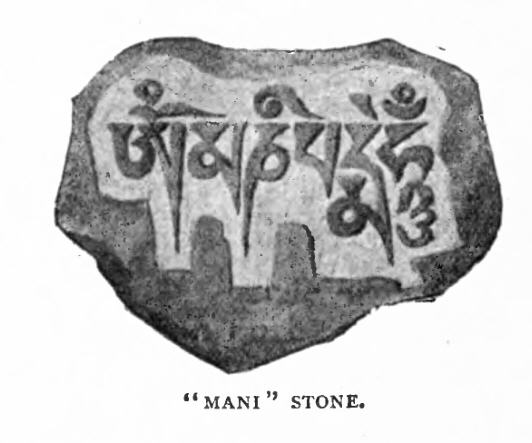
Pierre portant le mantra Om Mani Padme Om. Ladakh.

## Ésotérisme
Pour le peintre symboliste russe Nicolas Roerich (m. 1947), le cintāmaṇi était une pierre magique venue de la constellation d’Orion via Atlantis. Il en a fait le logo de sa « bannière de la paix » et le thème du tableau Pierre blanche ou Signe de Chintamani.

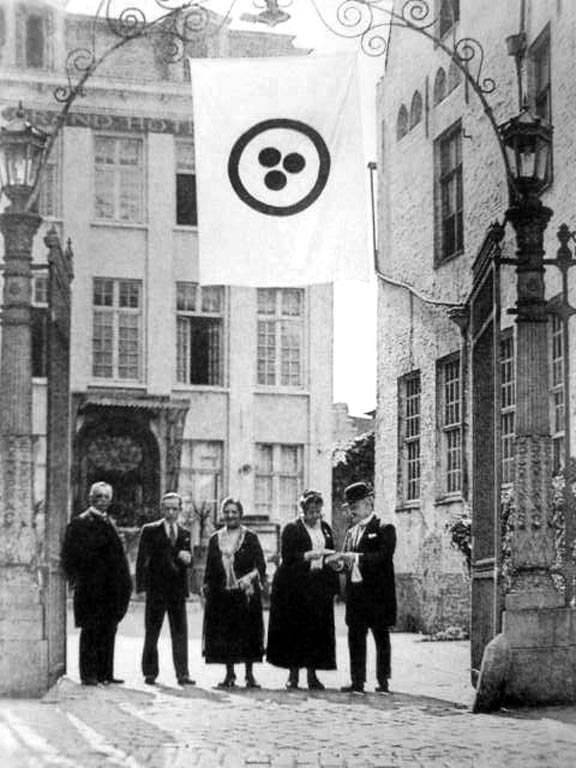
La « bannière de la paix » de N. Roerich portant le signe du cintāmaṇi à Bruges. 1932
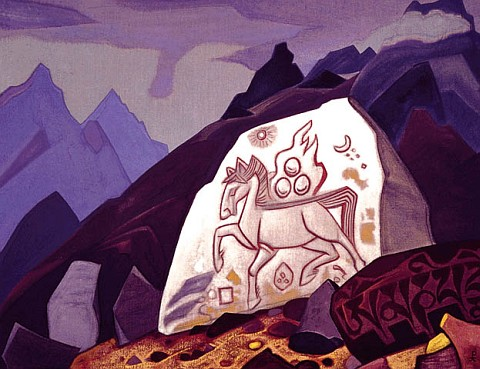
N. Roerich, Pierre blanche. 1933.

## Motif turc
Le motif cintāmani composé de groupes de trois cercles pleins parfois accompagnés de lignes ondulées, considéré comme d’origine bouddhiste bien que sa signification ait changé depuis, se retrouve sur des tapis, textiles ou plus rarement des carreaux de céramique turcs.

## Culture populaire
Le jeu vidéo Uncharted 2: Among Thieves tourne autour de la quête de la pierre sacrée de Cintāmaṇi par Nathan Drake.